# 茑萝松
茑萝松（学名：Ipomoea quamoclit，英文：cypress vine）是旋花科番薯属的植物，又名茑萝，原产墨西哥，民间俗称五角星花、狮子草等。 《诗经》云：“茑为女萝，施于松柏”，意喻兄弟亲戚相互依附。茑即桑寄生，女萝即菟丝子，二者都是寄生于松柏的植物。茑萝之形态颇似茑与女萝，故得此名。

## 形态
一年生光滑蔓草。茎细长缠绕。叶互生，羽状深裂，裂片线形，基部一对裂片常各两裂，托叶与叶同形。聚伞花序腋生，着花数朵；花冠呈五角星形；夏秋陆续开红色花，也有白色的。卵圆形蒴果。

## 分布
分布在全球温带、热带美洲、热带以及中国大陆的安徽、广东、贵州、云南、河南、浙江、山东、江苏、四川、河北、陕西、广西、江西、福建等地，生长于海拔0米至2,500米的地区，由人工引种栽培。

## 药用价值
茑萝松中医可入药，有清热解毒消肿的作用。对治疗发热感冒、痈疮肿毒有一定的效果。

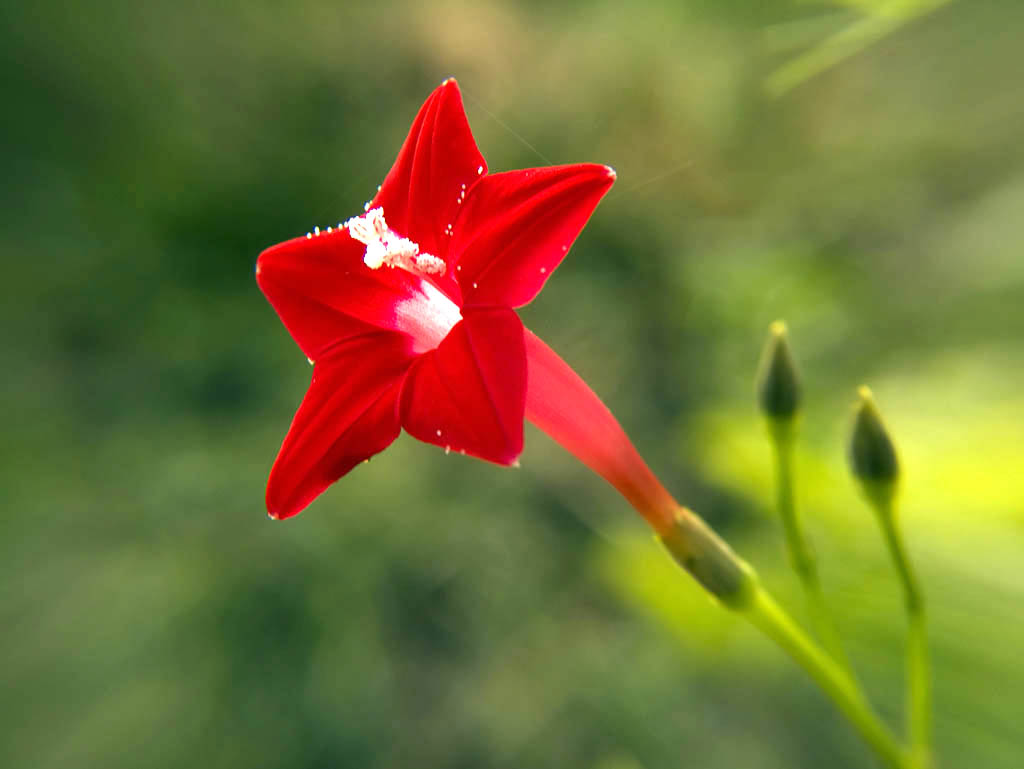
花
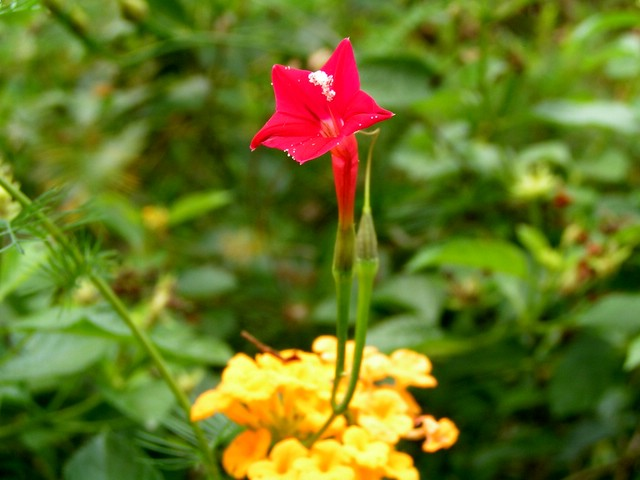
藤
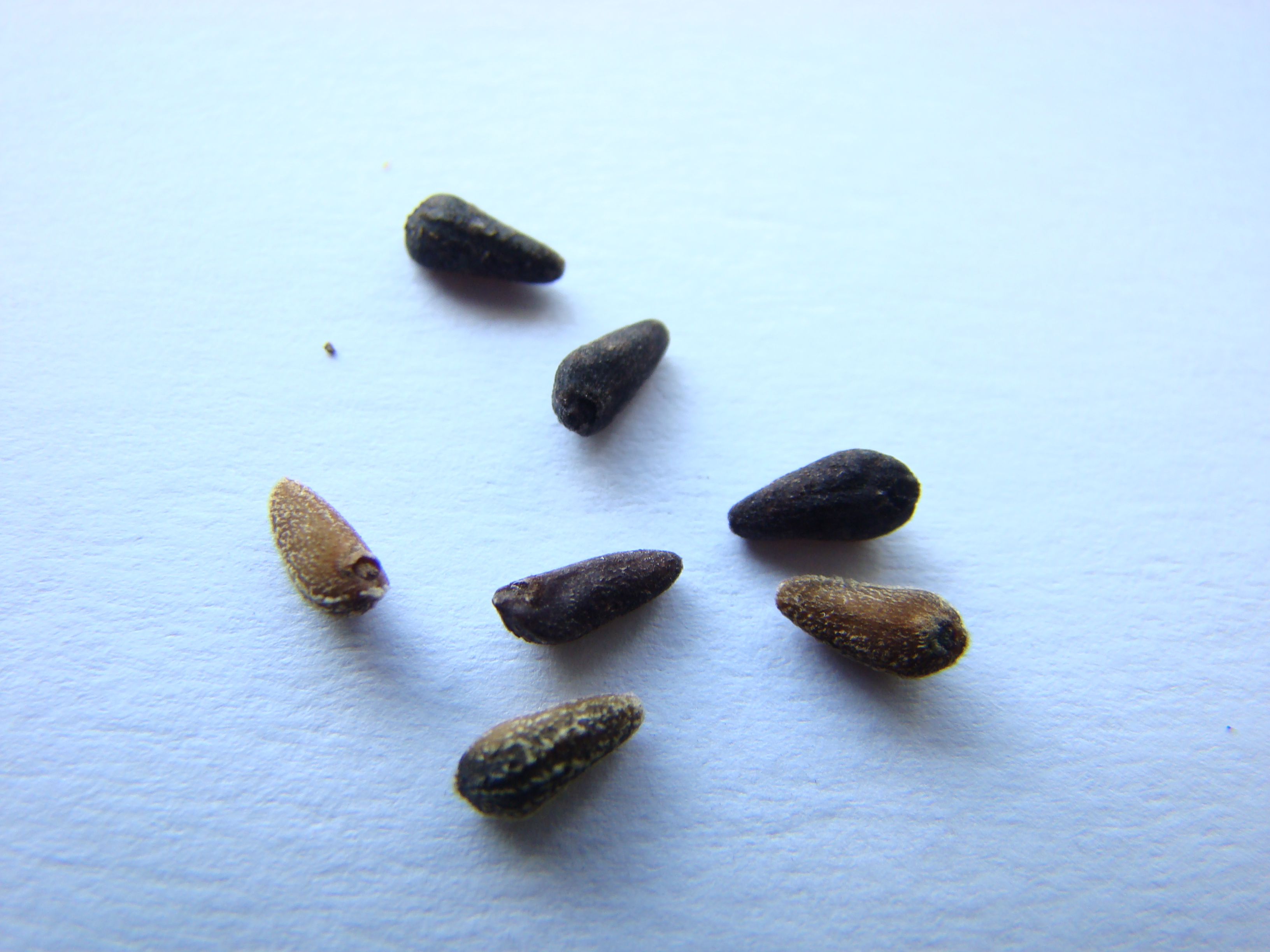
种子

## 延伸阅读
[在维基数据编辑]
 《植物名實圖考·蔦蘿松》，出自吳其濬《植物名實圖考》